# Samuel Hall (chanson)
Pour les articles homonymes, voir Samuel Hall.
Pistes de Fantaisie militaire
Dehors Aucun express
Samuel Hall est une chanson d'Alain Bashung, sortie en 1998 sur l'album Fantaisie militaire. Écrite et composée par Rodolphe Burger et Olivier Cadiot, le titre s'inspire d'une vieille chanson country intitulée Sam Hall.
La version originale de la chanson daterait de 1850, mais elle a tellement évolué au fil du temps qu'il est impossible d'en fixer la création définitive[réf. nécessaire].
La version la plus connue est celle du chanteur américain Johnny Cash, enregistrée en 1965 pour son album Johnny Cash Sings the Ballads of the True West (en).

## Thèmes
Dans la version de Samuel Hall interprétée par Alain Bashung, le style musique country de la chanson a été totalement effacé, au profit d'arrangements drum and bass.
Le texte est plus parlé que chanté, dans le style Serge Gainsbourg, ce qui l'éloigne encore plus de l'interprétation de Johnny Cash. Mais, outre le titre très proche, on retrouve des passages similaires à la chanson originale.
Dans une interview, Alain Bashung a expliqué que le texte évoque un homme dans sa cuisine qui essaie d'être écrivain, dénigré par sa femme. Ainsi, le refrain, Allez au Diable, Je m'appelle Samuel Hall, je vous déteste tous, qui est la réponse de l'homme, se retrouve presque littéralement dans la version américaine.